# Дизельний генератор

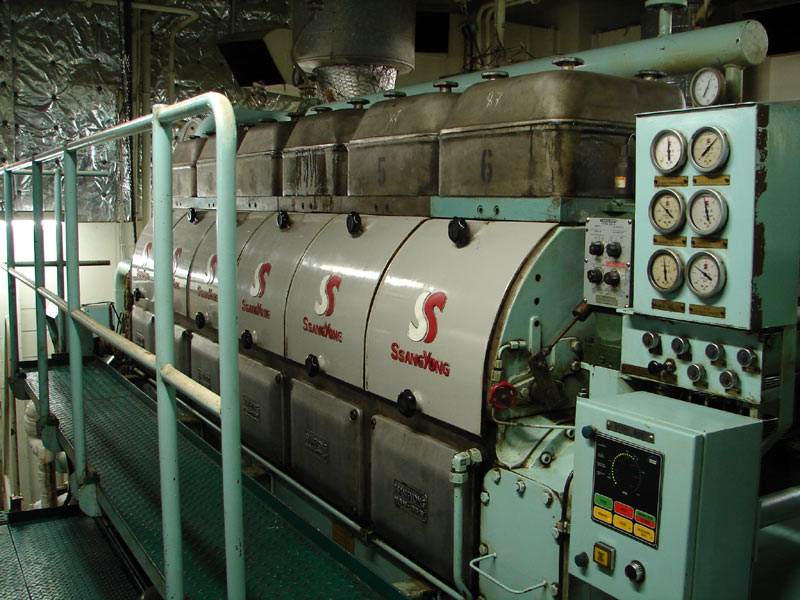
Дизель-генераторна установка танкера

Ди́зельна електроста́нція (дизель-генераторна установка, дизель-генератор) — нерухома або пересувна енергетична установка, обладнана одним або декількома електричними генераторами з приводом від дизельного двигуна внутрішнього згоряння. Також існують пересувні резервні електроагрегати з приводом від бензинового двигуна — бензиноелектричний агрегат або бензинова електростанція, газопоршневі електростанції та газотурбінні електростанції.

## Вступ
Варто враховувати, що терміни дизельна електростанція, дизель-електричний агрегат і дизель-генератор не є синонімами:
- дизель-генератор — установка, яка складається з конструктивно об'єднаних, дизельного двигуна і генератора.
- дизель-електричний агрегат натомість, має — дизель-генератор, а також допоміжні складові: раму, прилади контролю, паливний бак.
- дизельна електростанція — це нерухома або пересувна установка на основі дизель-електричного агрегату, яка додатково, має: прилади для розподілення електроенергії, пристрої автоматики, пульт керування.

Зазвичай, такі електростанції поєднують у собі генератор змінного струму та ДВЗ (двигун внутрішнього згоряння), які встановлено на сталевій рамі, а також систему контролю та керування установкою. ДВЗ приводить до руху синхронний або асинхронний електричний генератор. Двигун та електричний генератор з'єднуються або напряму фланцем, або через демпферну муфту. У першому випадку, використовується двохопорний генератор, тобто генератор, який має два опорних підшипники, а у другому — з одним опорним підшипником (одно-опорний).
Такі установки розрізняють за: вихідною потужністю; видом струму (змінний 3-фазний / однофазний, постійний); вихідною напругою та частотою струму (наприклад 50, 60, 400 Гц). Також, дизельні електростанції поділяються за видом охолодження: повітряне або рідинне. Електростанції повітряного типу, можуть працювати безперервно не більше 10 годин, після цього їм треба охолоджуватися 1-2 години. Зазвичай, це невеликі електростанції малої потужності, їх ще називають портативними (переносними). Електростанції рідинного способу охолодження можуть працювати без зупинки цілодобово і порівняно з переносними, такі агрегати мають більші розміри і відповідно більшу потужність.

## Складові
Мотор. Двигун є джерелом механічної енергії, щоби запустити генератор і виробляти електрику.  Здебільшого, дизельні двигуни є найбільш використовуваними через їх механічні, екологічні й економічні вигоди.
Блок керування двигуна. Контролер двигуна є механічним пристроєм (відцентровий регулятор), призначеним для підтримки постійної частоти обертання двигуна задля вимог навантаження. Швидкість двигуна, безпосередньо пов'язано з вихідною частотою генератора змінного струму, отже будь-яка зміна швидкості його обертання, впливає на частоту вихідного струму.
Електрична система. Власна електрична система двигуна, має 12 В або 24 В, постійної напруги (мінус на землі). Система містить: електричний стартер, акумуляторні батареї та давачі робочих й аварійних сигналів. Переважно, двигун має давач тиску мастила, температури та електричне навантаження на генератор. У пересувних електростанціях невеликої потужності, для збудження електрорушійної сили у нерухомих обвитках статора, використовуються постійні (найчастіше неодимові) магніти, а у генераторах великої потужності, для живлення обвиток збудження на роторі (електромагнітів), використовується, так зване, пряме збудження від акумуляторних батарей, а після досягнення номінальних обертів, генератор переходить на самозбудження крізь напівпровідникові випрямлячі. 
Система охолодження. Охолодження двигуна, може здійснюватися за допомогою води, мастила або повітря. Система повітряного охолодження складається з потужного вентилятора холодного повітря, що проходить уздовж систем двигуна. Система охолодження вода / мастило містить радіатор, із вбудованим вентилятором, задля охолодження складових дизельного двигуна.
Генератор змінного струму. Вихідна електрична енергія, виробляється за допомогою електромашинного генератора, з самозбудженням, та саморегулюванням струму, отже й, магнітного поля збудження.
Паливний бак. Дизель-генератор  має паливний бак ємністю, зазвичай, на не менше 8 годин роботи за повного навантаження.
Віброізоляція. Генератор здебільшого оснащено пристосуваннями проти двигтіння, які призначено для зменшення вібрації від двигуна-генератора. Ці амортизатори, зазвичай, розташовуються між базовим двигуном, генератором, приладовою панеллю та рамою.
Глушник і вихлопна система. На двигуні встановлено глушник та вихлопну трубу для зниження рівня шуму й відведення продуктів згоряння.
Система керування. Може передбачати ручне або автоматичне керування дизель-електростанцією.  Система ручного керування, зазвичай містить ключі керування задля попереднього створення тиску мастила та увімкнення стартера і має прилади, котрі надають докладні дані про систему, яку встановлено на генераторі. Автоматична система керування, може підтримувати дизель-генератор у робочому стані та забезпечити його автоматичний запуск та зупинку у разі надзвичайних подій (знеструмлення).
Вихідний автоматичний вимикач. Для захисту генератора, переважно, використовують автоматичний вимикач.

## Види
- Синхронний і асинхронний

Відрізняються за способом отримання електромагнітного поля, потрібного для вироблення електроенергії. Асинхронні, є більш надійними та довговічними і не створюють радіоперешкод, але вони погано витримують тривалі навантаження, на відміну від синхронних.
- Однофазні та трифазні

Трифазні, здатні видавати напругу як 220В, так і 380В, а однофазні лише одну із них. До того-ж, трифазні електростанції мають більш високий ККД (коефіцієнт корисної дії).
- Переносні, пересувні, нерухомі

Розрізняються за здатністю свого переміщення, зовнішніми розмірами, вагою.

## Основні характеристики дизель-генераторних установок
- Споживання палива;
- Рівень шуму під час роботи;
- Надійність та довговічність;
- Габарити та вага;
- Потужність;
- Обслуговування.

## Застосування
Такі електростанції та установки, застосовуються як основні, резервні або аварійні джерела електроенергії, для споживачів одно- або трифазного змінного струму, для енергозабезпечення вахтових селищ, виробництва, установок зв'язку, польових аеродромів та аеропортів, польових шпиталів, дачних будинків, для електроживлення тепловозів, підводних човнів та іншої техніки, а також як силова установка кар'єрних самоскидів, армійських транспортних засобів, автомобілів з гібридними дизель-електричними двигунами тощо.
Але, попри наявність наприклад, надійного аварійного електрогенератора з двигуном внутрішнього згоряння, він не здатний забезпечити миттєве живлення дуже відповідальних пристроїв. У лікарнях, банках та на інших важливих підприємствах такі цінні кілька хвилин можуть бути питанням життя або смерті. Для цього розроблено ДБЖ (джерела безперервного живлення), щоб усунути цю прогалину завдяки забезпеченню негайного підхоплення зниклого енергопостачання, після чого воно передає справи головному резервному джерелу електроенергії так швидко, щойно він буде спроможний видавати сталу електроенергію.

Фото пересувних і переносних електростанцій та транспортних засобів із гібридною дизель-електричною силовою установкою
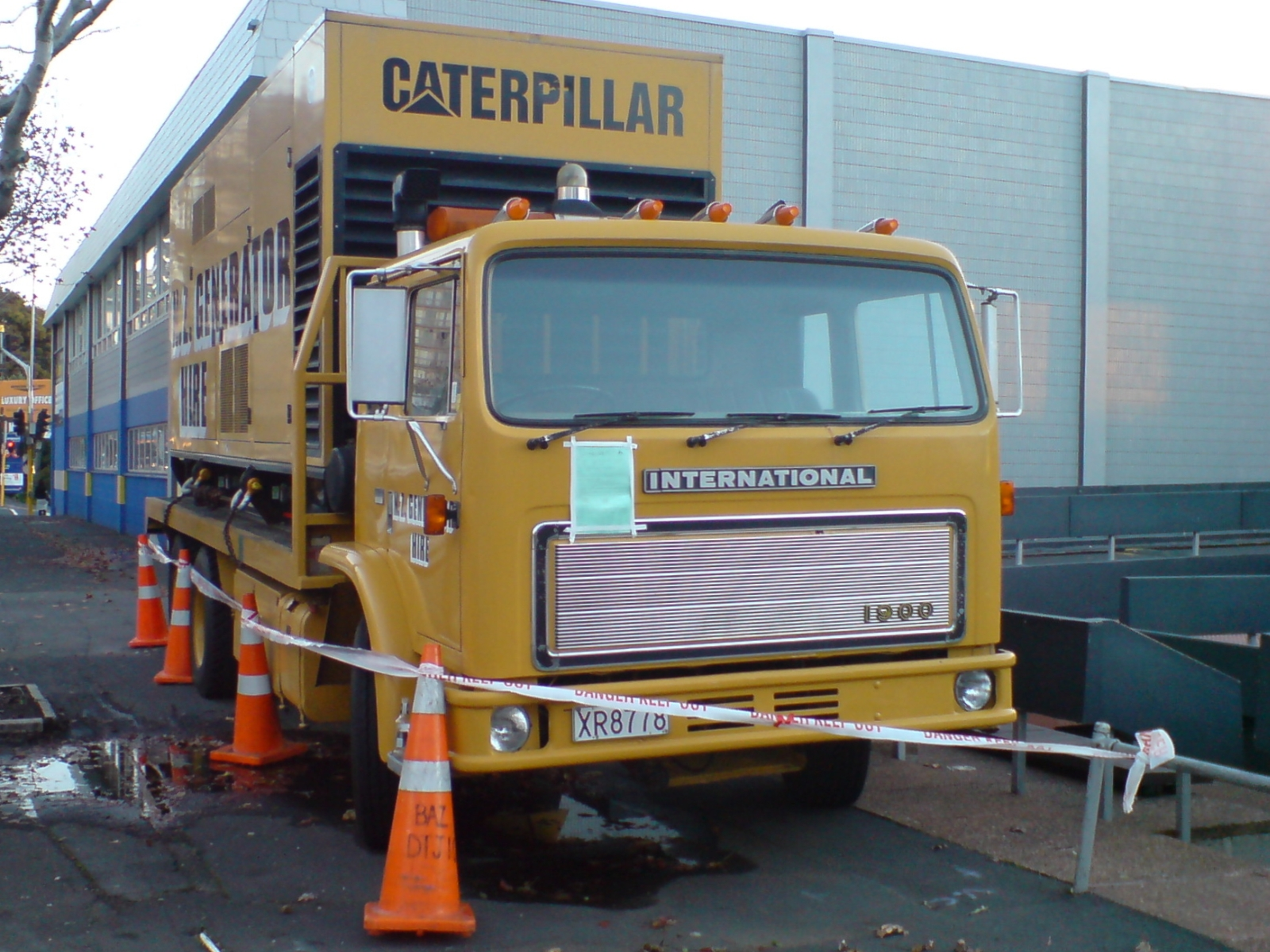
Самохідний електроагрегат
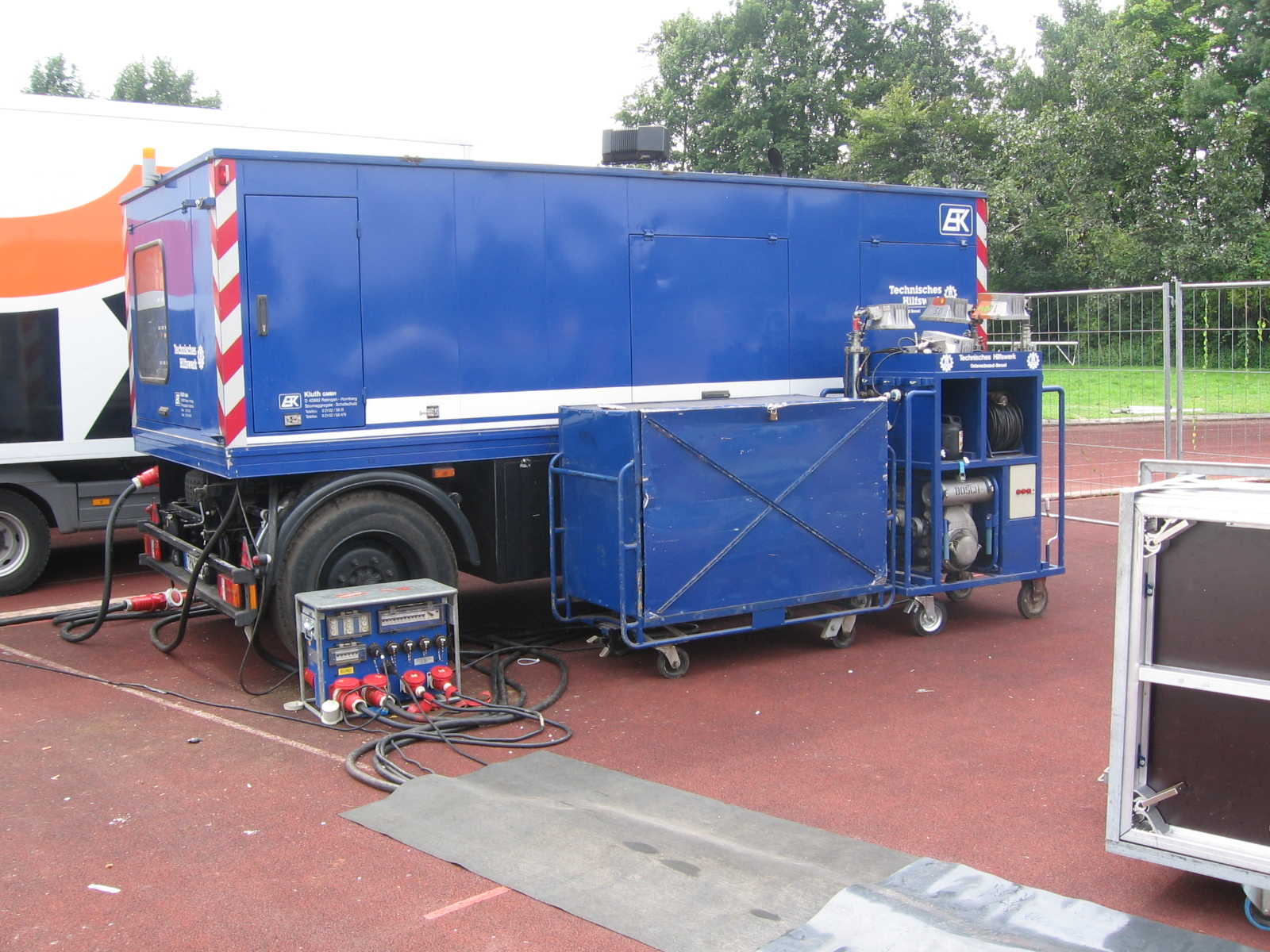
Пересувний електроагрегат
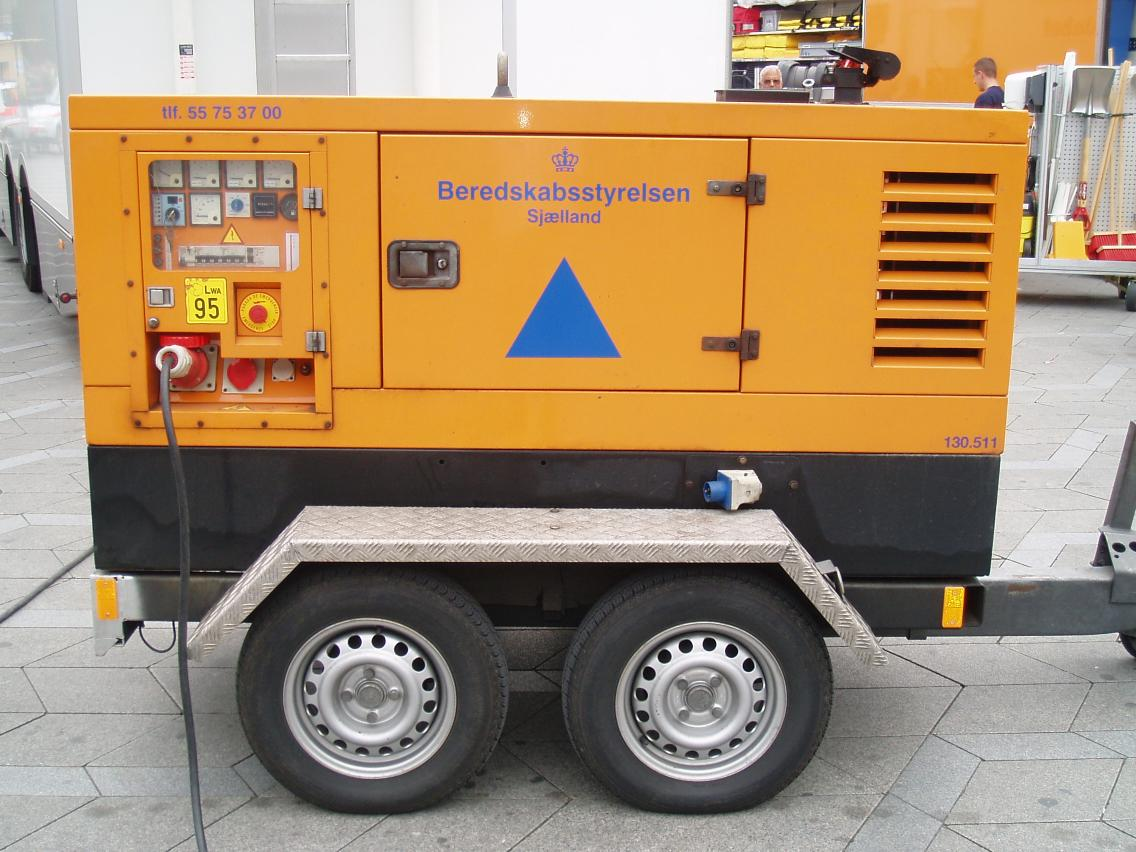
Пересувний електроагрегат
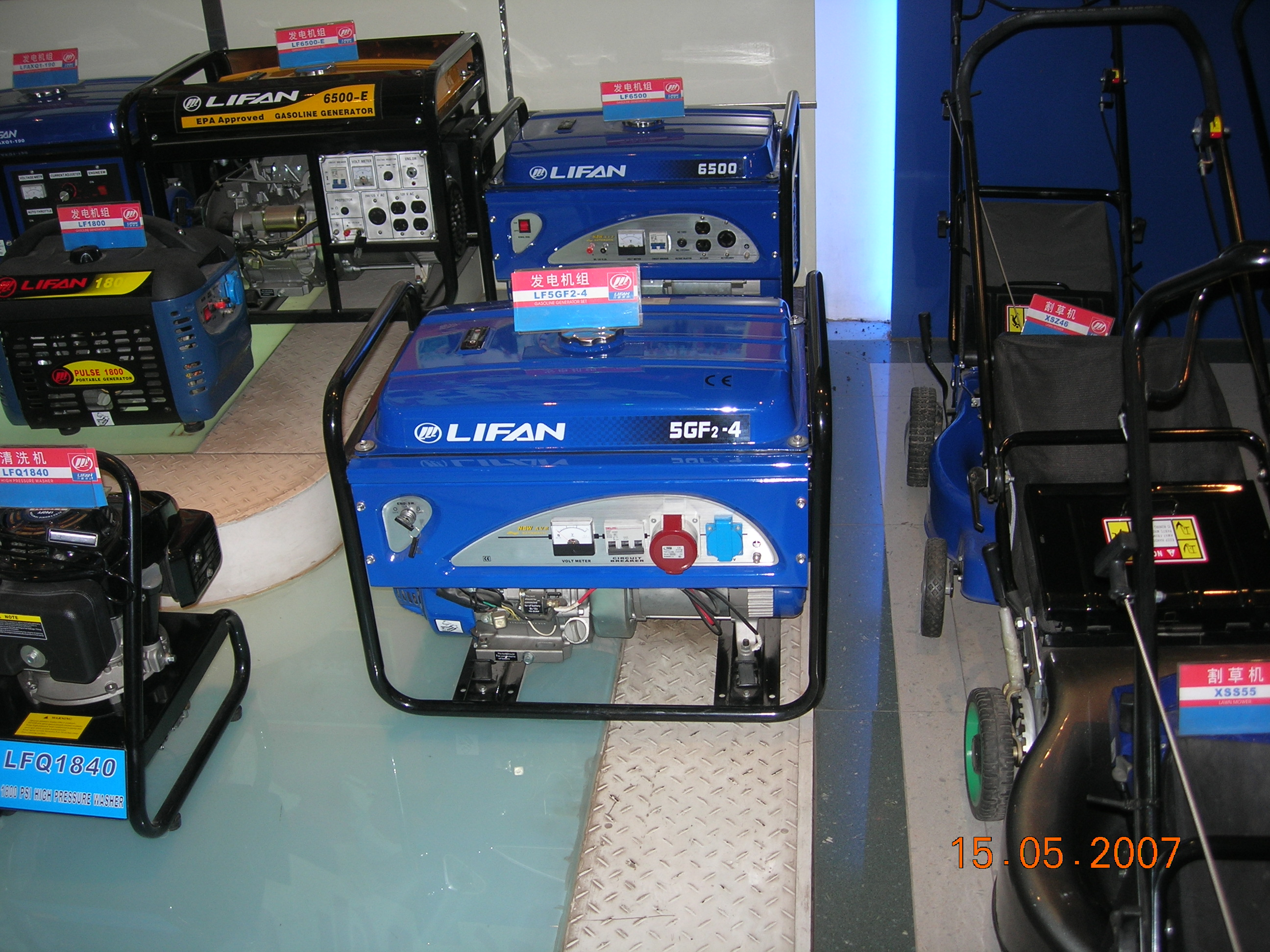
Переносні дизель-генератори на постійно діючій виставці у центральному офісі компанії Lifan Industry (Group) Co Ltd, район «Шапінба», м. Чунцін, КНР
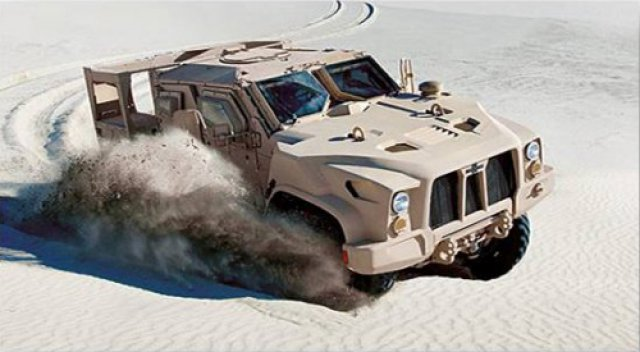
Легкий броньований позашляховик Oshkosh L-ATV із гібридною дизель-електричною силовою установкою ProPulse®